# 石川県道23号富来中島線
石川県道23号富来中島線（いしかわけんどう23ごう とぎなかじません）とは、石川県羽咋郡志賀町富来地区と七尾市中島町を結ぶ県道（主要地方道）である。

## 概要
能登半島の外浦側の志賀町富来地区中心部から、能登半島中央の山地を越え、のと里山海道（能越自動車道と重複）横田ICを経て，内浦側の七尾市中島地区中心部とを結ぶ。
起点から西に進み、志賀町富来地区の中心部を通過、山間部を登り、峠で七尾市中島地区に入る。熊木川に沿ってさらに西へ下り、横田IC入口を経て、七尾市中島地区中心部に入り、終点に至る。

### 路線データ
- 起点：石川県羽咋郡志賀町富来領家町ム26番1地先（歌仙橋詰交差点・国道249号交点）
- 終点：石川県七尾市中島町浜田1部146番1地先（浜田南交差点・国道249号交点）

## 歴史
- 1960年（昭和35年）10月15日 - 路線認定
- 1993年（平成5年）5月11日 - 建設省から、県道富来中島線が富来中島線として主要地方道に指定される[1]。
- 2024年（令和6年）
  - 1月1日 - 能登半島地震が発生。志賀町富来領家町-富来地頭町間などで不通[2]。
  - 1月13日 - 通行止が解除[3]。

## 地理

### 通過する自治体
- 羽咋郡志賀町
- 七尾市

### 交差する道路
- 国道249号（羽咋郡志賀町富来領家町・歌仙橋詰交差点、起点）
- 能登外浦広域農道（志賀町東小室）
- 石川県道51号輪島富来線（志賀町東小室）
- 石川県道192号河内藤瀬線（七尾市中島町藤瀬）
- のと里山海道（能越自動車道・国道470号）横田IC（七尾市中島町横田・横田交差点）
- 石川県道48号福浦港中島線（七尾市中島町上町・上町交差点）
- 石川県道255号長浦中島線（七尾市中島町浜田）
- 国道249号（七尾市中島町浜田・浜田南交差点、終点）

### 沿線にある施設など
- 志賀町役場 富来行政センター（旧富来町役場）
- 志賀農業協同組合 富来支店
- 増穂浦ショッピングモール
- 増穂浦
- 世界一長いベンチ (460.9m)
- シーサイドヴィラ渤海
- 道の駅 とぎ海街道
- 石川県立富来高等学校
- 志賀町立富来病院
- 羽咋警察署 富来交番
- 富来郵便局
- 能登金剛
  - 機具岩（能登二見）
- 東小室遺跡
- 北陸パワーステーション 虫ケ峰風力発電所
- 釶打公民館（旧中島町立釶打小学校）
- 七尾警察署 藤瀬駐在所
- 釶打郵便局
- 中島お祭り資料館・お祭り伝承館（祭り会館）
- 久麻加夫都阿良加志比古神社（＝熊甲神社）
- 七尾市立中島小学校
- 七尾市立中島中学校
- 能登演劇堂
- 七尾市中島四民センター（旧中島町役場）
- 能登わかば農業協同組合 中島支店
- 七尾鹿島広域圏事務組合 七尾消防署中島分遣所
- 七尾警察署 中島駐在所
- のと鉄道七尾線 能登中島駅
- 旧石川県立中島高等学校